# Вирхов (лунный кратер)
Кратер Вирхов (лат. Virchow) — небольшой ударный кратер в чаше кратера Непер на юго-восточной границе Моря Краевого в восточной части видимой стороны Луны. Название присвоено в честь немецкого учёного и политического деятеля, врача, патологоанатома, гистолога, физиолога Рудольфа Людвига Карла Ви́рхова (1821—1902) и утверждено Международным астрономическим союзом в 1979 г. 

## Описание кратера

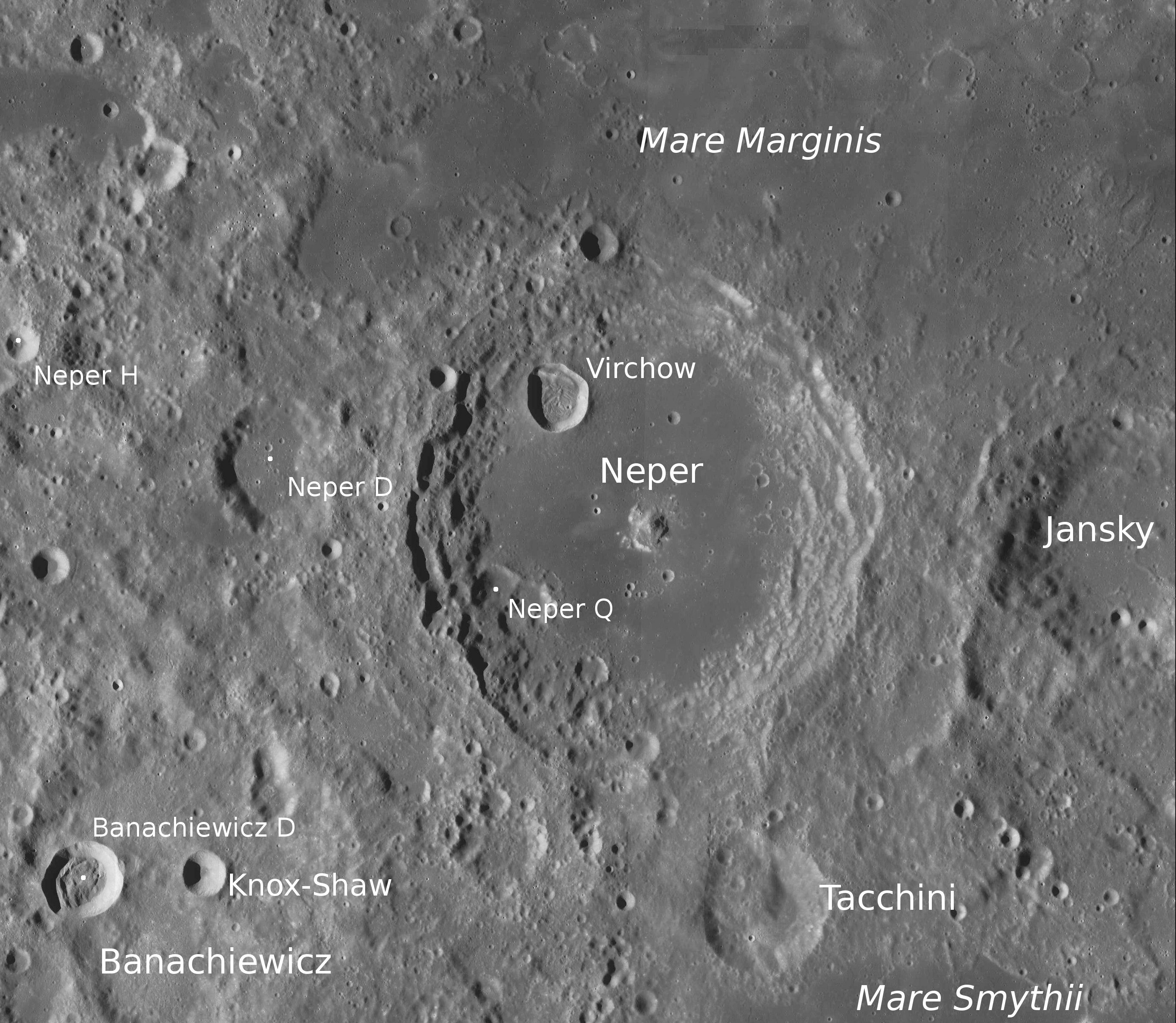
Окрестности кратера Вирхов. Снимок Lunar Reconnaissance Orbiter.

Ближайшими соседями кратера являются кратер Сабатье на северо-западе, кратер Тейлер на севере, кратер Янский на востоке, кратер Такини на юге-юго-востоке, кратеры Нокс-Шоу и Банахевич на юго-западе. На севере от кратера расположено Море Краевое, на юге Море Смита. Селенографические координаты центра кратера 9°53′ с. ш. 83°46′ в. д. / 9,88° с. ш. 83,77° в. д., диаметр 18,8 км, глубина 1,5 км.
Вал кратера имеет полигональную форму и достаточно хорошо сохранился. Северо-западная часть кратера имеет значительный выступ придающий кратеру асимметричный вид. Данный выступ соприкасается в внутренним склоном кратера Непер. Внутренний склон кратера Вирхов сравнительно узкий. Средняя высота вала кратера над окружающей местностью 600 м. Дно чаши кратера сравнительно ровное, без приметных структур.
До своего переименования в 1979 г. кратер именовался сателлитным кратером Непер G.

## Сателлитные кратеры
Отсутствуют.